# Scarba

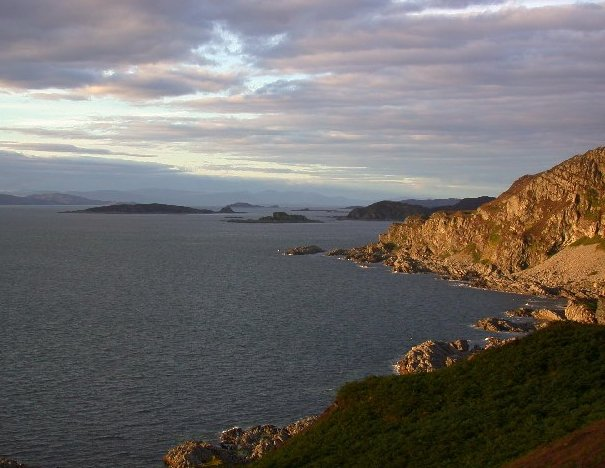
Na h- Urrachann, wyspa Scarba zwrócona na północ w stronę wysp Slate

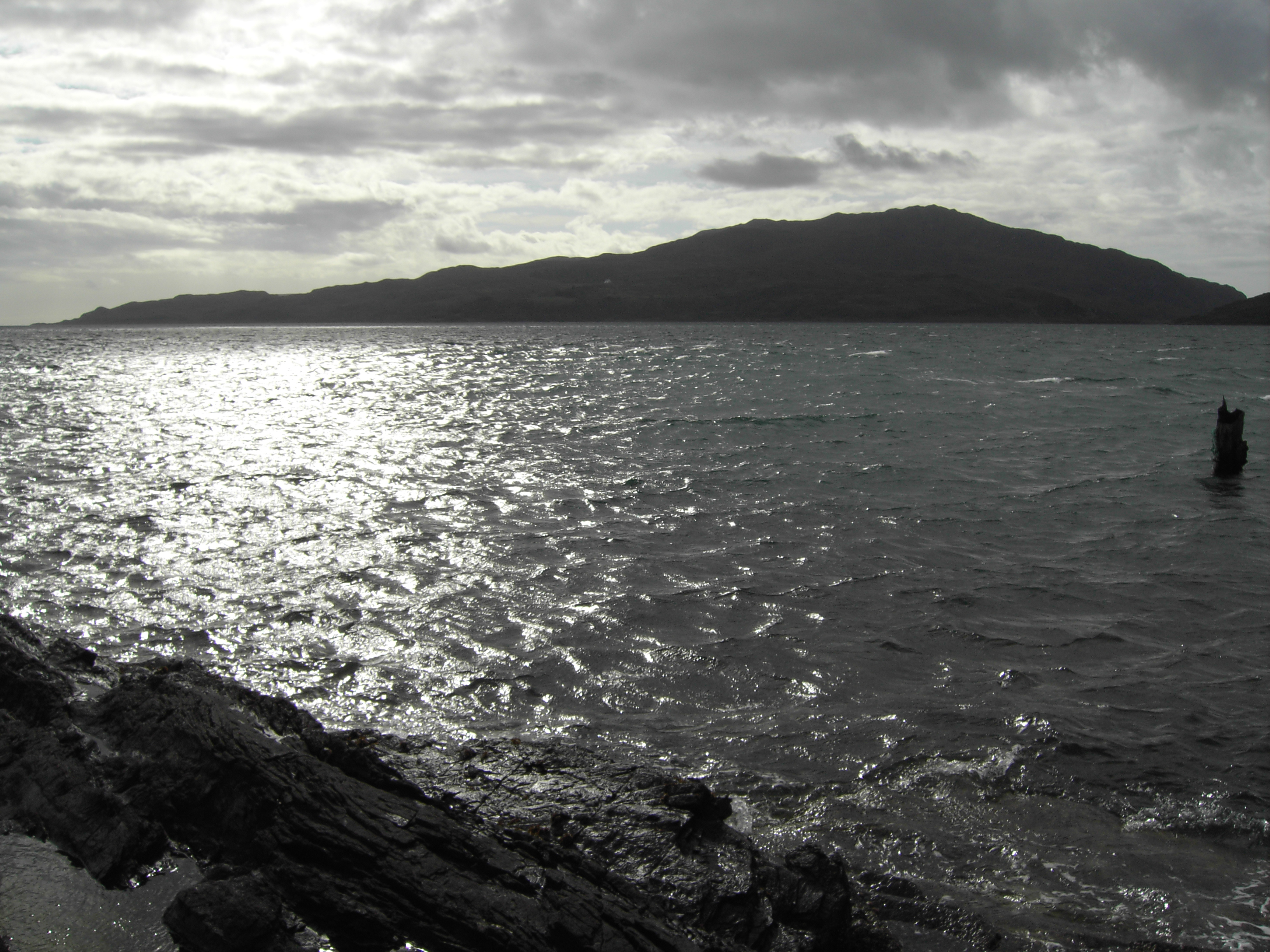
Widok z wyspy Luing na wyspę Scarba

Scarba (w języku staronordyjskim: 'ostry, kamienisty, górzysty teren'; gael. Sgarba) – mała wyspa przynależna administracyjnie do hrabstwa Argyll and Bute w Szkocji, położona niedaleko dużo większej wyspy Jura. Wyspa jest niezamieszkana od roku 1960. Obecnie pokryta wrzosem, używanym jako pasza dla zwierząt. Scarba wraz z wysepkami (Lunga i Garvellachs) wspólnie należą do Scarba, Lunga and the Garvellachs National Scenic Area. Na wyspie znajduje się znaczna populacja jeleni.
Wyspa wznosi się stromo na wysokość 449 metrów z najwyższym punktem – wzgórzem (Cruach Scarba). Wzgórze to znajduje się na północy, znanej ze swych wirów, zatoki Corryvreckan.